# 1105
El 1105 (MCV) va ser un any comú que va començar en diumenge al calendari julià.

## Esdeveniments
- Enric IV del Sacre Imperi Romanogermànic és forçat a abdicar pel seu fill Enric V.[1]

## Naixements
- Galícia, Alfons VII de Lleó i Castella, Rei de Galícia (1111-57) i de Lleó i de Castella (1126-57).[2]

## Necrològiques
- Trípoli, Ramon IV de Tolosa[3]